# Bouttencourt
Bouttencourt – miejscowość i gmina we Francji, w regionie Hauts-de-France, w departamencie Somma.
Według danych na rok 2011 gminę zamieszkiwało 998 osób, a gęstość zaludnienia wynosiła 129 osób/km² (wśród 2293 gmin Pikardii Bouttencourt plasuje się na 307. miejscu pod względem liczby ludności, natomiast pod względem powierzchni na miejscu 629.).